# الحامة (الجزائر)
الحامة منطقة تقع في قلب مدينة الجزائر العاصمة، تضم عدة مواقع سياحية: حديقة التجارب، المتحف الوطني للفنون الجميلة، مغارة سرفانتس.

## موقع
تقع منطقة الحامة ببلدية بلوزداد في قلب الجزائر العاصمة، بين البحر وتل حديقة القناطر.